# المصلب (لودر)

تعديل مصدري - تعديل

المصلب هي إحدى قرى عزلة زارة بمديرية لودر التابعة لمحافظة أبين، بلغ تعداد سكانها 323 نسمة حسب تعداد اليمن لعام 2004.